# Spragueia felina
Spragueia felina är en fjärilsart som beskrevs av Herrich-Schäffer 1868. Spragueia felina ingår i släktet Spragueia och familjen nattflyn. Inga underarter finns listade i Catalogue of Life.